# Partido judicial de Coín
El partido judicial de Coín es el  partido judicial n.º 10 de la provincia de Málaga, es uno de los 85 partidos judiciales en los que se divide la comunidad autónoma de Andalucía. Fue creado con municipios anteriormente adscritos al partido judicial de Málaga. Comprende los municipios de Alhaurín el Grande, Coín, Guaro, Monda y Tolox, todos situados en la provincia de Málaga. La cabeza de partido y por tanto sede de las instituciones judiciales es Coín.  Cuenta con un Juzgado Decano y tres juzgados de Primera Instancia e Instrucción.